# Satanas agha
Satanas agha là một loài ruồi trong họ Asilidae. Satanas agha được Engel miêu tả năm 1934. Loài này phân bố ở vùng Cổ Bắc giới và châu Á.